# یوم جونگ آه
یوم جونگ آه (کره‌ای: 염정아؛ زادهٔ ۲۸ ژوئیه ۱۹۷۲) بازیگر اهل کره جنوبی است. فیلم‌های برجستهٔ او شامل داستان دو خواهر (۲۰۰۳)، کلاهبرداری بزرگ (۲۰۰۴)، نگهبان قدیمی (۲۰۰۷) و ارابه (۲۰۱۱) و همچنین مجموعه‌های تلویزیونی خانوادهٔ سلطنتی (۲۰۱۱) و قلعه آسمان (۲۰۱۸) است.

## زندگی شخصی
یوم جونگ آه در ۳۰ دسامبر ۲۰۰۶ با دکتر هو ایل ازدواج کرد. آنها دو فرزند دارند.